# Canton d'Alfortville
Le canton d'Alfortville est une circonscription électorale française du département du Val-de-Marne créée en 1967, lors de la création du département. Ce canton avait été divisé en deux (cantons d'Alfortville-Sud et d'Alfortville-Nord) en 1985. Le canton a été recréé lors du redécoupage électoral par le décret du 17 février 2014.

## Histoire
Un canton d'Alfortville, comprenant uniquement la commune d'Alfortville est créé, lors de la mise en place du département du Val-de-Marne par le décret du 20 juillet 1967.
Ce canton est scindé par le décret du 24 décembre 1984, afin de créer le canton d'Alfortville-Sud, et le canton d'Alfortville est renommé en canton d'Alfortville-Nord, auquel il convient de se reporter pour cette période.
Un nouveau découpage territorial de la Val-de-Marne entre en vigueur à l'occasion des premières élections départementales suivant le décret du 17 février 2014. Les conseillers départementaux sont, à compter de ces élections, élus au scrutin majoritaire binominal mixte. Les électeurs de chaque canton élisent au Conseil départemental, nouvelle appellation du Conseil général, deux membres de sexe différent, qui se présentent en binôme de candidats. Les conseillers départementaux sont élus pour 6 ans au scrutin binominal majoritaire à deux tours, l'accès au second tour nécessitant 12,5 % des inscrits au 1er tour. En outre la totalité des conseillers départementaux est renouvelée. Ce nouveau mode de scrutin nécessite un redécoupage des cantons dont le nombre est divisé par deux avec arrondi à l'unité impaire supérieure si ce nombre n'est pas entier impair, assorti de conditions de seuils minimaux. Dans le Val-de-Marne, le nombre de cantons passe ainsi de 49 à 25.
Dans ce cadre, le nouveau canton d'Alfortville est formé d'une commune entière, Alfortville. Il est entièrement inclus dans l'arrondissement de Créteil. Le bureau centralisateur est situé à Alfortville.

## Représentation

### Représentation avant 2015

#### Période 1871 - 1919
Alfortville faisait partie du Canton de Charenton.
| Période | Période          | Identité                         | Étiquette                | Qualité                                                                                     |
| ------- | ---------------- | -------------------------------- | ------------------------ | ------------------------------------------------------------------------------------------- |
| 1871    | 1881             | Jules-Auguste Béclard            | Républicain              | Médecin, Secrétaire perpétuel de l'Académie de Médecine                                     |
| 1881    | 1886 (décès)     | Pierre-Jules Decorse (1842-1886) |                          | Médecin, maire de Saint-Maurice (1876-1886)                                                 |
| 1887    | 1889 (démission) | Jules-Ferdinand Baulard          | Rad.                     | Ouvrier en miroiterie Député (1889-1902) Conseiller municipal de Joinville-le-Pont          |
| 1890    | 1893             | Bertrand-Georges Laffont         | Rad.                     | Médecin, ancien maire de Saint-Maur-des-Fossés (1888-1890)                                  |
| 1893    | 1900             | Gustave Barrier (1853-1945)      | Républicain Progressiste | Professeur d'anatomie à l'école vétérinaire d'Alfort Conseiller municipal de Maisons-Alfort |
| 1900    | 1909 (démission) | Amédée Chenal                    | Rad.                     | Ouvrier menuisier Député (1909-1914)                                                        |
| 1909    | 1912             | Arthur Dussault (1851-1929)      | Rad.                     | Propriétaire, peintre Maire de Charenton (1891-1912)                                        |
| 1912    | 1919             | Barthélémy Mayéras               | SFIO                     | Journaliste, député (1914-1919)                                                             |

#### Période 1919 - 1945
Alfortville faisait partie de la 1ère circonscription du canton de Charenton.
| Période                     | Période                     | Identité                     | Étiquette              | Qualité                                                                             |
| --------------------------- | --------------------------- | ---------------------------- | ---------------------- | ----------------------------------------------------------------------------------- |
| 1919                        | 1925                        | Léon Champion (1861-1955)    | Rad.                   | Propriétaire Maire de Maisons-Alfort (1901-1935)                                    |
| 1925                        | 1929                        | Lucien Brenot (1858-?)       | SFIO                   | Employé chimiste puis propriétaire Maire d'Alfortville (1922-1929)                  |
| 1929                        | 1935                        | Charles Thévenin (1881-1964) | PRS                    | Médecin Maire de Charenton (1912-1915, 1917-1919 et 1925-1944)                      |
| 1935                        | 1940 maintenu jusqu'en 1944 | Charles Delval (1894-1966)   | PCF puis POPF puis PPF | Mécanicien aux chemins de fer, Charenton                                            |
| 1945 Décret du 12 mars 1945 | 1945                        | Jules Crapier (1895-1985)    | PCF                    | Garde-frein puis contrôleur des trains Dirigeant de la Fédération CGT des cheminots |

#### Période 1945 - 1967
- De 1945 à 1967, Alfortville faisait partie du secteur de Sceaux-Est, dans le département de la Seine.
- De 1953 à 1959, Alfortville faisait partie du secteur 1 (Charenton, Ivry-sur-Seine, Nogent-sur-Marne, Saint-Maur-des-Fossés).

Raoul Bleuse, inspecteur principal à la Préfecture de police, maire SFIO d'Alfortville, était l'un des 10 élus de ce secteur.
- De 1959 à 1967, Alfortville formait le 45ème secteur de la Seine.

| Période                      | Période | Identité     | Étiquette | Qualité                                                                        |
| ---------------------------- | ------- | ------------ | --------- | ------------------------------------------------------------------------------ |
| 1959 45e secteur Alfortville | 1967    | Raoul Bleuse | PSA       | Inspecteur principal à la Préfecture de police Maire d'Alfortville (1947-1965) |

#### Période 1967 - 1985
| Période | Période | Identité          | Étiquette    | Qualité |
| ------- | ------- | ----------------- | ------------ | --- |
| 1967    | 1985    | Joseph Franceschi | SFIO puis PS | Instituteur, puis professeur de droit Maire d'Alfortville (1965-1988) Député (1973-1988) - Secrétaire d'État Elu en 1985 dans le Canton d'Alfortville-Nord |

### Représentation depuis 2015
| Période élective | Période élective | Mandat | Mandat   | Identité          | Nuance | Nuance | Qualité |
| ---------------- | ---------------- | ------ | -------- | ----------------- | ------ | ------ | --- |
| 2015             | 2021             | 2015   | 2021     | Mohamed Chikouche |        | PS     | Employé Maire-adjoint d'Alfortville Conseiller général du canton d'Alfortville-Sud (2011 → 2015) |
| 2015             | 2021             | 2015   | 2021     | Isabelle Santiago |        | PS     | Chargée de mission adjointe au maire d'Alfortville (2001-2020) Conseillère générale du Canton d'Alfortville-Sud (2011) puis du canton d'Alfortville-Nord (2011 → 2015) 5ème vice-présidente du Conseil départemental Députée depuis 2020 |
| 2021             | 2028             | 2021   | en cours | Mohamed Chikouche |        | PS     | Adjoint au maire d'Alfortville |
| 2021             | 2028             | 2021   | en cours | Isabelle Santiago |        | PS     | Député |

### Résultats détaillés

#### Élections de mars 2015
Lors des élections départementales de 2015, cinq binômes de candidats se présentent dans le canton : 
- Pascale Louis (PCF) et Joël Schnapp (PCF) ;
- Isabelle Santiago (PS, sortante) et Mohamed Chikouche (PS, sortant) ;
- Déborah Zabounian (UMP) et François Tanguy (MoDem) ;
- Pierre Fouchard (FN) et Françoise Blot (FN) ;
- Geneviève Billard (SE) et Laurent David (SE)[13].

À l'issue du 1er tour des élections départementales de 2015, deux binômes sont en ballottage : Mohamed Chikouche et Isabelle Santiago (Union de la Gauche, 43,84 %) et François Tanguy et Déborah Zabounian (Union de la Droite, 22,73 %). Le taux de participation est de 45,12 % (10 670 votants sur 23 646 inscrits) contre 44,44 % au niveau départemental et 50,17 % au niveau national.
Au second tour, Mohamed Chikouche et Isabelle Santiago (Union de la Gauche) sont élus avec 58,84 % des suffrages exprimés et un taux de participation de 42,32 % (5 456 voix pour 10 006 votants et 23 646 inscrits).

#### Élections de juin 2021
Le premier tour des élections départementales de 2021 est marqué par un très faible taux de participation (33,26 % au niveau national). Dans le canton d'Alfortville, ce taux de participation est de 29,72 % (7 055 votants sur 23 736 inscrits) contre 29,98 % au niveau départemental. À l'issue de ce premier tour, deux binômes sont en ballottage : Mohamed Chikouche et Isabelle Santiago (PS, 40,66 %) et France Bernichi et Raphaël Lévêque (binôme écologiste, 17,44 %).
Le second tour des élections est marqué une nouvelle fois par une abstention massive équivalente au premier tour. Les taux de participation sont de 34,36 % au niveau national, 32,99 % dans le département et 31,5 % dans le canton d'Alfortville. Mohamed Chikouche et Isabelle Santiago (PS) sont élus avec 60,92 % des suffrages exprimés (3 956 voix pour 7 479 votants et 23 742 inscrits),,.

## Composition
Le canton d'Alfortville est constitué d'une commune entière.
| Nom                                 | Code Insee | Intercommunalité         | Superficie (km2) | Population (dernière pop. légale) | Densité (hab./km2) | Modifier                                    |
| ----------------------------------- | ---------- | ------------------------ | ---------------- | --------------------------------- | ------------------ | ------------------------------------------- |
| Alfortville (bureau centralisateur) | 94002      | Métropole du Grand Paris | 3,67             | 45 569 (2022)                     | 12 417             | modifier les données · modifier les données |
| Canton d'Alfortville                | 9401       |                          |                  | 45 569 (2022)                     |                    | modifier les données                        |

## Démographie
En 2022, le canton comptait 45 569 habitants, en évolution de +3,83 % par rapport à 2016 (Val-de-Marne : +3 %, France hors Mayotte : +2,11 %).
| 2013   | 2018   | 2022   |
| ------ | ------ | ------ |
| 44 818 | 44 287 | 45 569 |